# Wojciech Pankowski
Wojciech Pankowski (ur. 19 kwietnia 1962 w Niechanowie) – polski żużlowiec.
Sport żużlowy uprawiał w latach 1980–1989, reprezentując kluby: Start Gniezno (1980–1986), KKŻ Krosno (1988) oraz GKM Grudziądz (1989). 
Brązowy medalista drużynowych mistrzostw Polski (1980). Brązowy medalista młodzieżowych drużynowych mistrzostw Polski (1980). Finalista turnieju o "Brązowy Kask" (Świętochłowice 1981 – XIV miejsce). Dwukrotny finalista młodzieżowych indywidualnych mistrzostwa Polski (Opole 1982 – srebrny medal, Gniezno 1983 – VI miejsce). 